# Taishi (Guangdong)
Pour les articles homonymes, voir Taishi.
Taishi est un village du district de Panyu dans la province du Guangdong, en République populaire de Chine.
Le dernier recensement estime la population à 2 075 habitants.

## L'affaire du village de Taishi
Le village a attiré l'attention d'activistes et de journalistes locaux et internationaux, à la suite de la répression par des milices organisées, non officielles, des protestations locales contre la corruption du gouvernement en place.
En juillet 2005, 400 villageois ont signé une pétition en signe de protestation. Le 31 août 2005, environ 80 d'entre eux ont entamé une grève de la faim pour les mêmes raisons.
Le vendredi 7 octobre 2005, le correspondant de RFI Abel Segretin et le journaliste du South China Morning Post Liu Xiaoyin ont été empêchés d'accéder au village, et pris d'assaut par une vingtaine de personnes.
Le samedi 8 octobre 2005, un journaliste du Guardian, Benjamin Woffe-Walt, et un député du Congrès populaire du Hubei, Lu Banglie (en), ont été molestés par la milice dès leur arrivée dans le village.

Voir aussi : Manifestations de Dongzhou